# Ny Carlsberg Glyptotek
La Ny Carlsberg Glyptotek en français : « Glyptothèque Ny Carlsberg », est un musée de Copenhague, la capitale du Danemark. Le noyau initial de ses collections a été constitué par Carl Jacobsen, le fils du fondateur de la brasserie Carlsberg et alors à la tête de celle qu'il avait créée, la Ny Carlsberg (« Nouvelle Carslberg »). Elles incluent des antiquités égyptiennes, grecques et romaines ainsi que des sculptures romantiques et des peintures impressionnistes et post-impressionnistes.

## Architecture

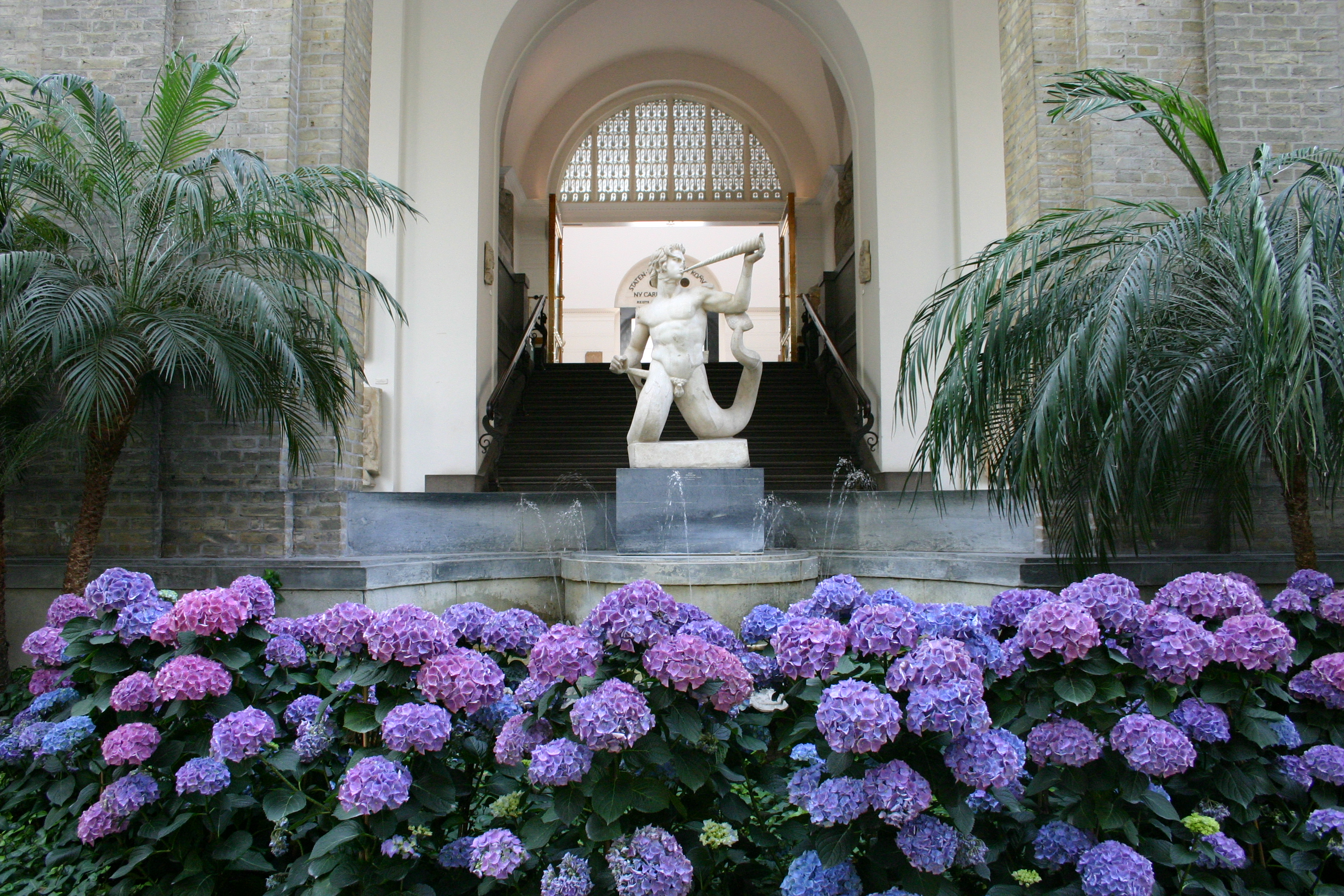
Le jardin d'hiver subtropical de la Ny Carlsberg Glyptotek.

La Ny Carlsberg Glyptotek est située dans le centre-ville de Copenhague dans un bâtiment qui n'est séparé des Jardins de Tivoli que par une rue. Ce bâtiment au style élégant se distingue notamment par le jardin d'hiver qu'il abrite en son centre.
Sa première aile fut construite par l'architecte Vilhelm Dahlerup puis inaugurée en 1897. La deuxième fut quant à elle dessinée par Hack Kampmann et livrée en 1906. Elle abrite aujourd'hui les collections d'antiquités. En 1996, le musée fut finalement agrandi une seconde fois par l'architecte danois Henning Larsen.

## Collections
Si la Ny Carlsberg Glyptotek conserve d'importants chefs-d'œuvre relevant de l'âge d'or de l'art danois, elle entretient également des collections provenant de l'extérieur du pays, dont certaines tout à fait remarquables. C'est ainsi que sa collection d'art étrusque fait partie des plus importantes situées hors d'Italie. Sa collection de sculptures grecques est tout à fait remarquable. De la même façon, sa collection de sculptures d'Auguste Rodin serait la première hors de France.
Les autres artistes français sont particulièrement bien représentés. On y retrouve en effet un grand nombre d'œuvres de Jean-Baptiste Carpeaux et de Paul Gauguin ainsi que des travaux de Claude Monet, Camille Pissarro, Pierre-Auguste Renoir, Alfred Sisley, Edgar Degas et Paul Cézanne, mais aussi ceux de Henri de Toulouse-Lautrec et Pierre Bonnard ou encore du sculpteur Ipoustéguy.

### Œuvres
- Cézanne : 
  - Autoportrait au chapeau
  - Baigneuses
- Courbet : Trois jeunes anglaises à la fenêtre
- David : Portrait du comte de Turenne
- Degas : 
  - Toilette après le bain
  - La Petite Danseuse de 14 ans
- Gauguin : + de 30 peintures dont : 
  - Femme tahitienne avec une fleur
  - Double portrait d'enfants
  - Arearea no varua ino
  - Fleurs et chats
  - Apatarao
  - Bord de mer
- Manet : 
  - Le Buveur d'Absinthe
  - L'Exécution de l'empereur Maximilien
- Millet : La Mort et le Bûcheron
- Monet:
  - Jean Monet endormi
  - Moulin à Zaandam
  - Ombres sur la mer à Pourville
  - Sous les Citronniers
  - Les Pyramides de Port-Coton, Belle-Île-en-Mer
  - La Cabane sur la falaise de Varengeville
  - Inondation à Giverny
- Renoir : Jeunes Filles
- Sisley : 
  - La Machine de Marly
  - Le Bac de l'île de la Loge, inondation
  - Les Champs ou les Sillons
- Toulouse Lautrec :
  - Portrait de Suzanne Valadon
  - Portrait de Monsieur Delaporte
- Van Gogh : 
  - Paysage vu de Saint-Rémy
  - Les Roses roses
  - Le Pont du Carrousel et le Louvre
  - Portrait de Julien Tanguy

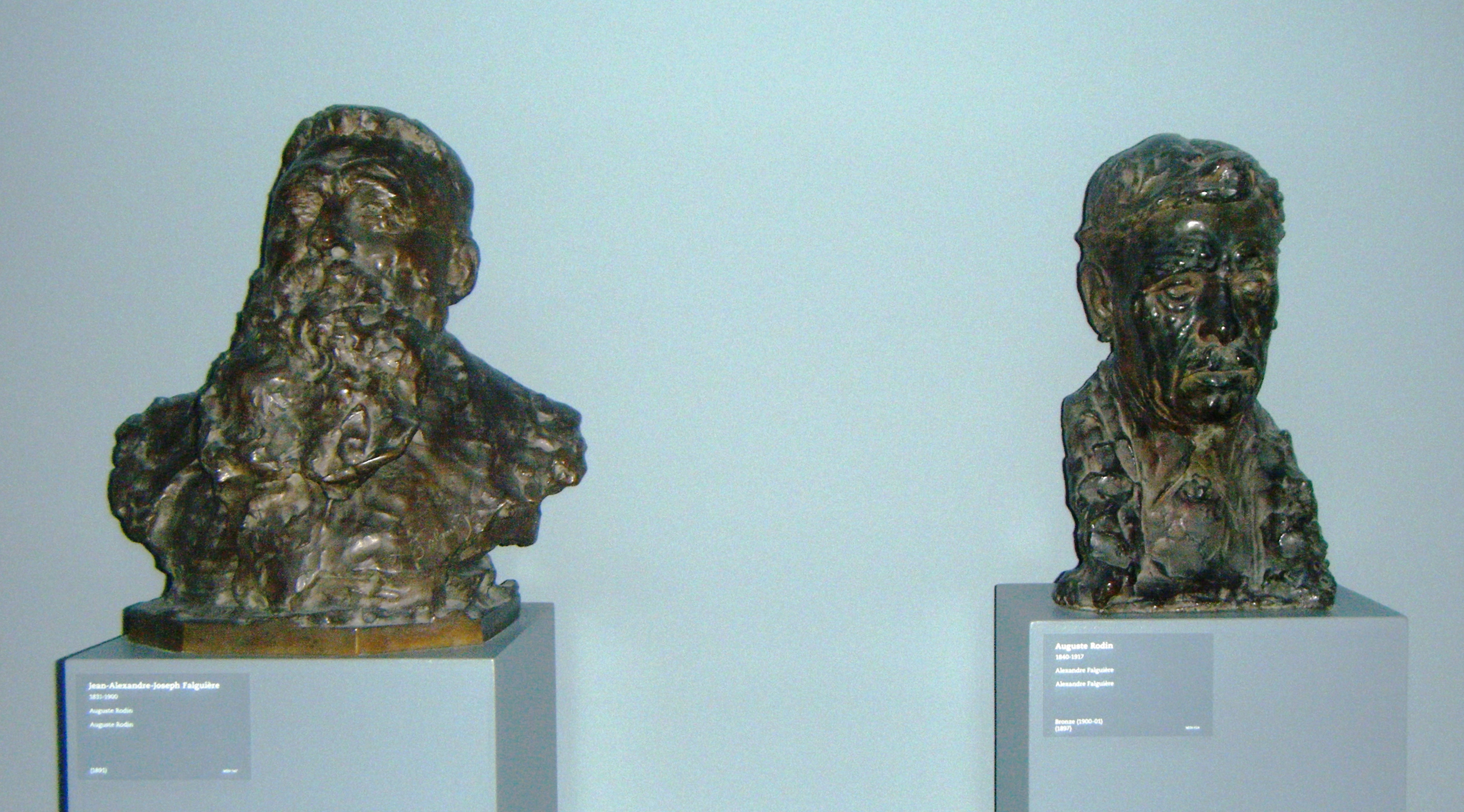
Auguste Rodin par Alexandre Falguière à gauche, et Falguière par Rodin à droite.
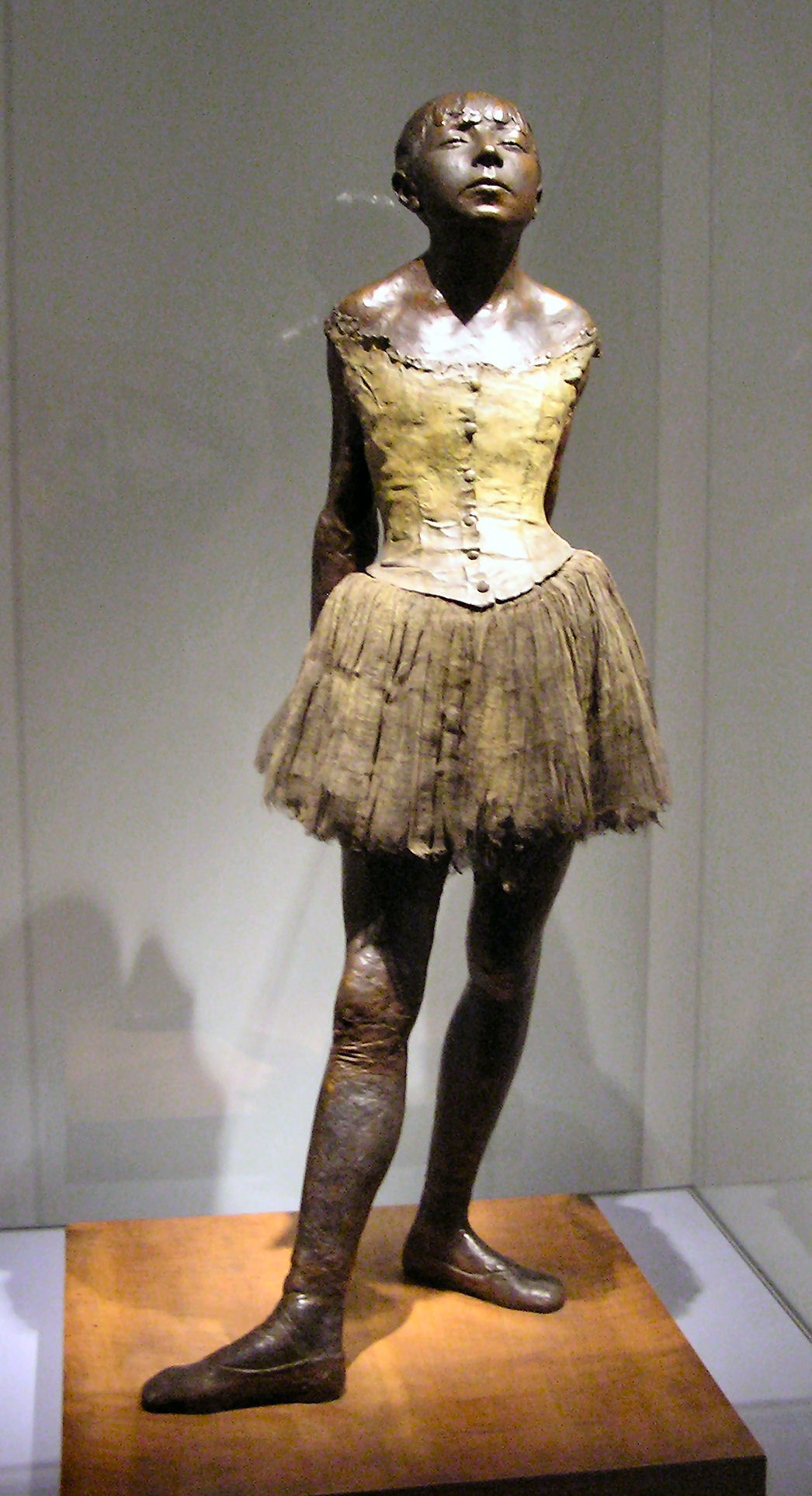
La Danseuse d'Edgar Degas.
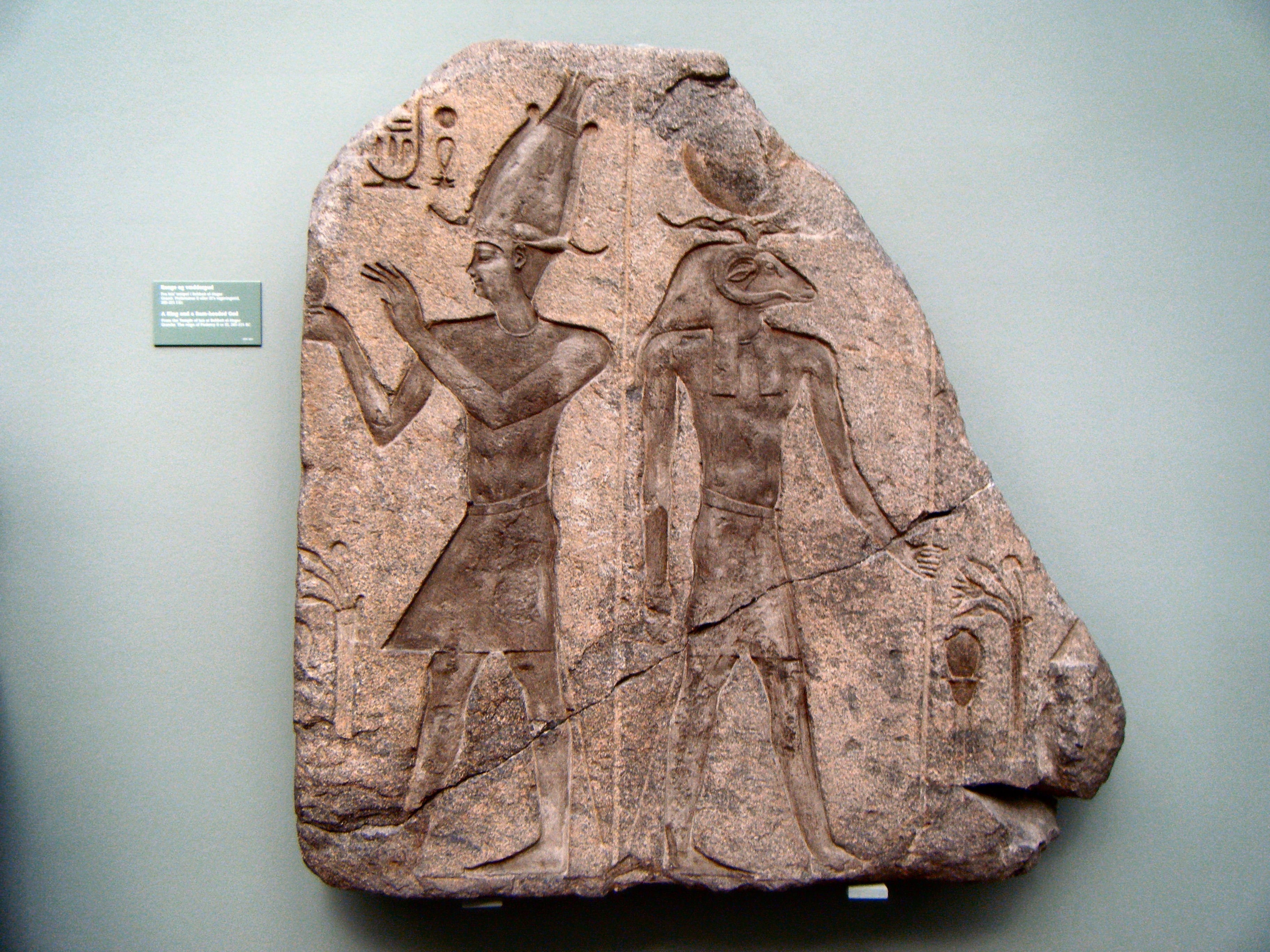
Bas-relief égyptien.
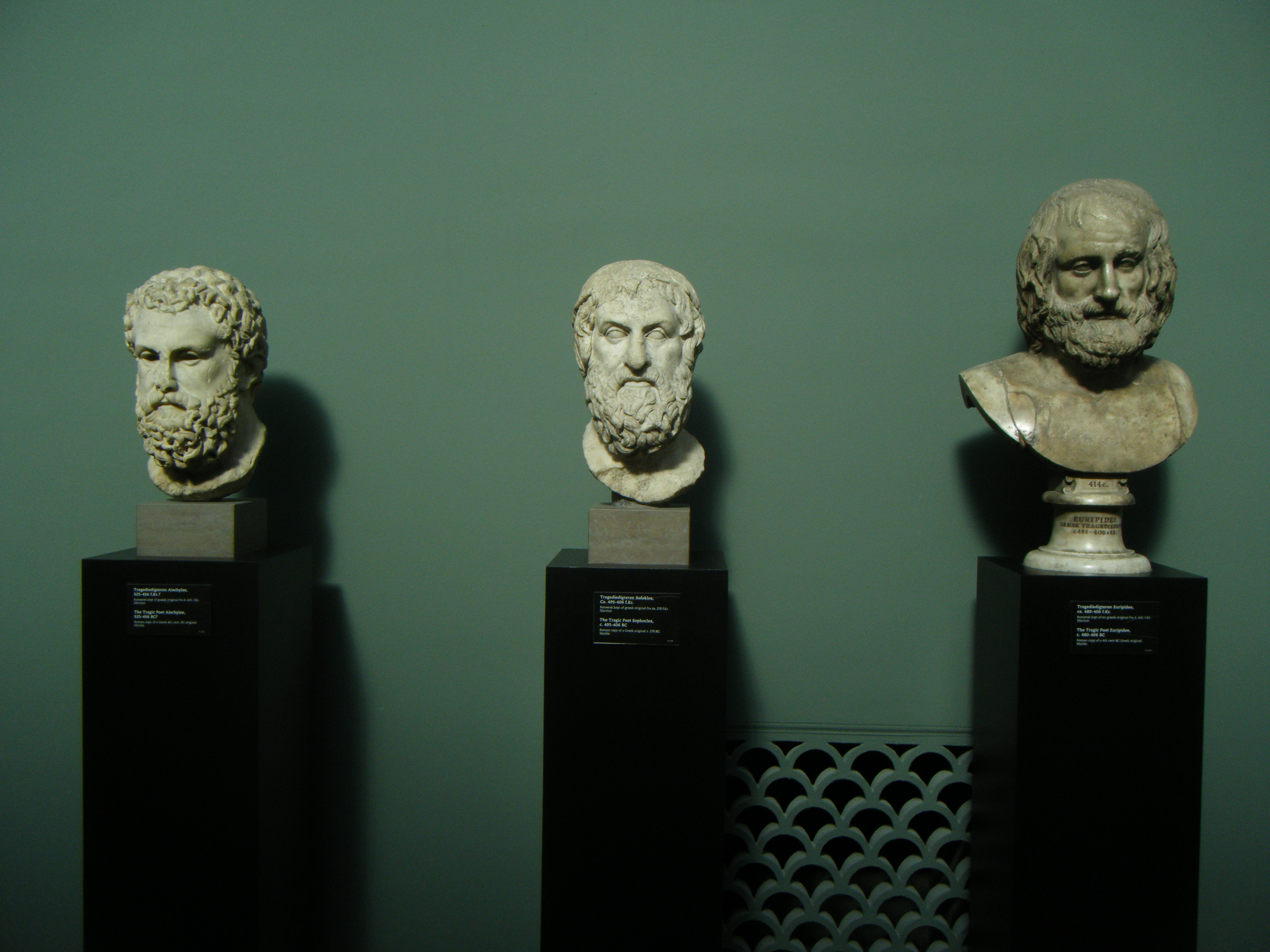
Bustes romains, d'après des originaux grecs, d'Eschyle, Sophocle et Euripide.
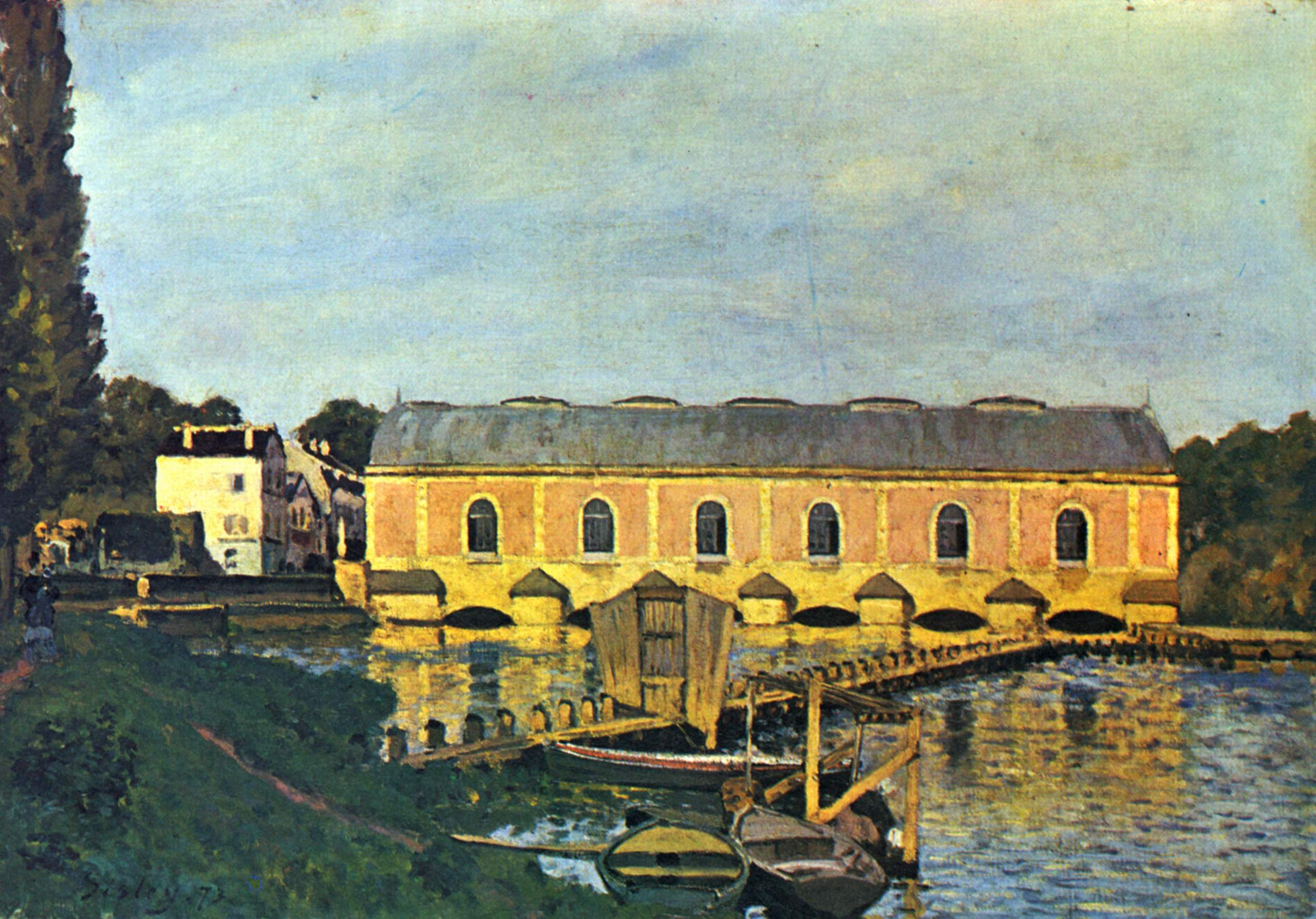
La Machine de Marly par Alfred Sisley
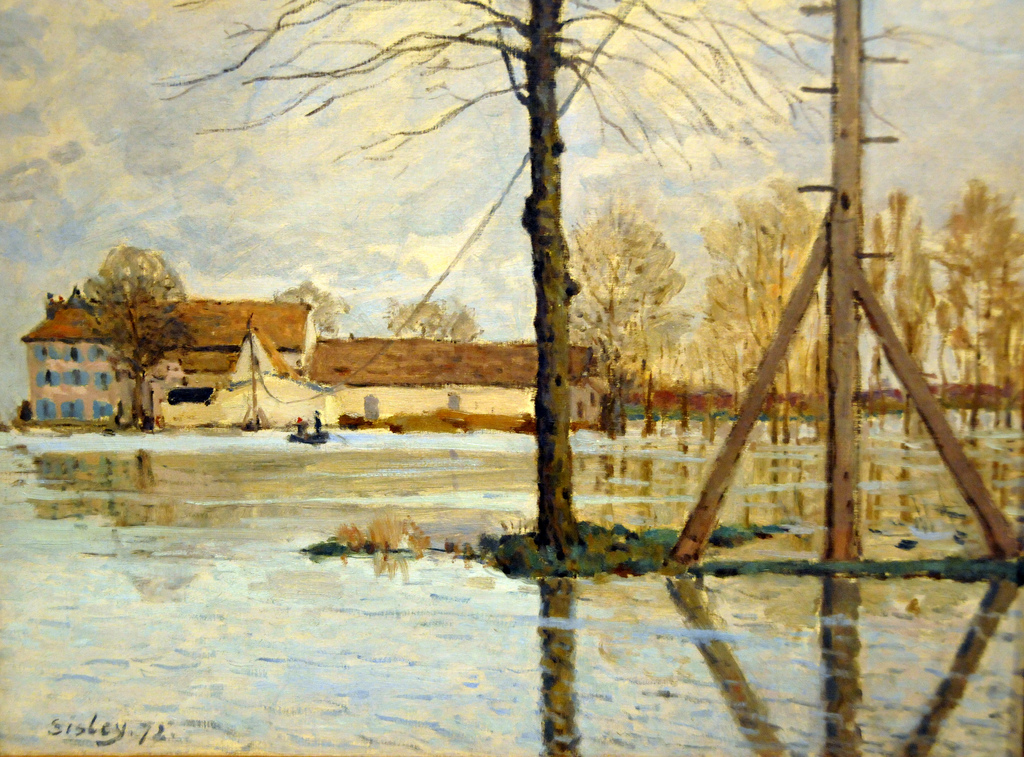
Le Bac de l'île de la Loge, inondation, 1872, par Alfred Sisley
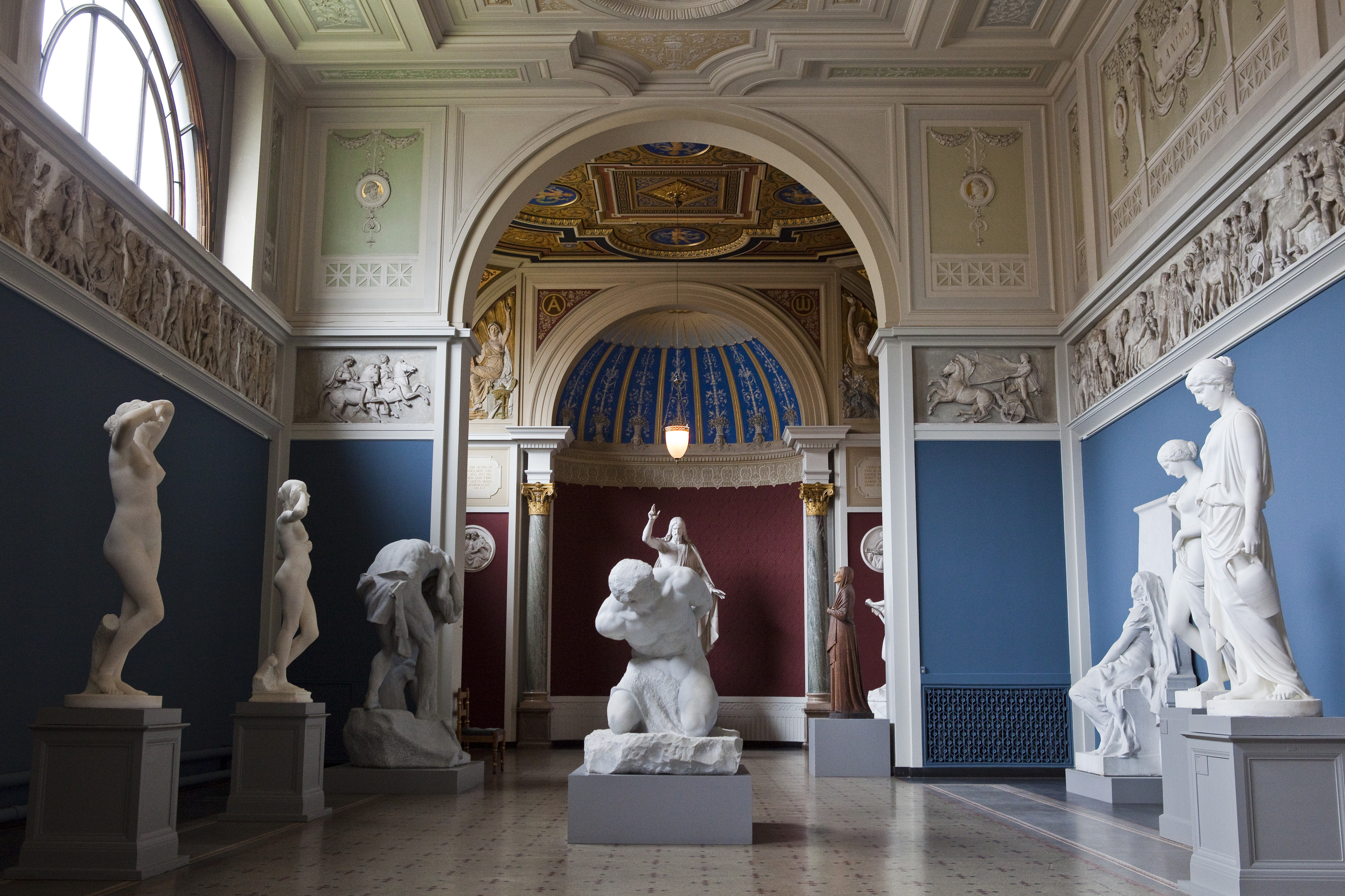
Sculptures danoises
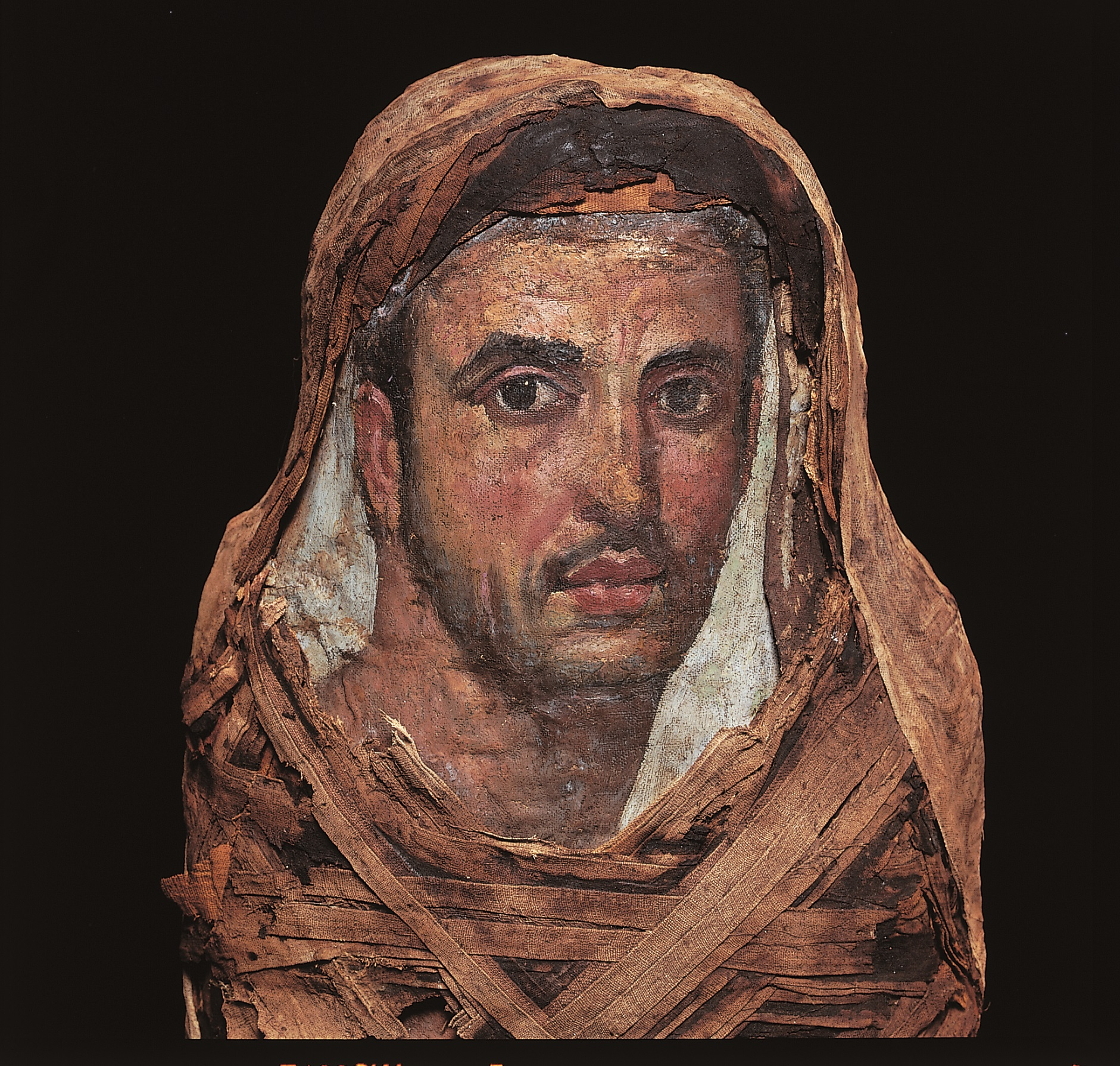
Portrait de momie
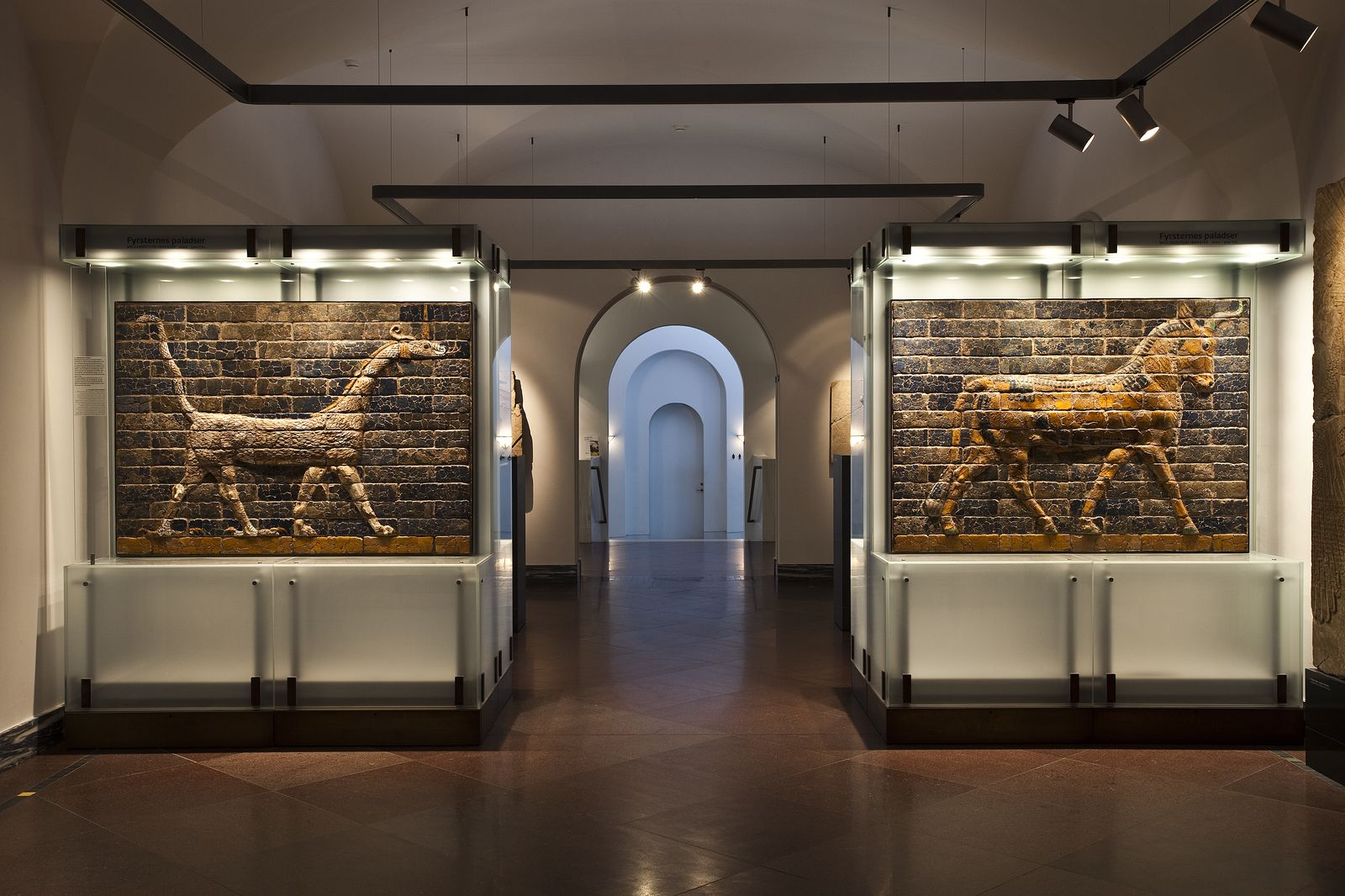
Reliefs de la porte d'Ishtar
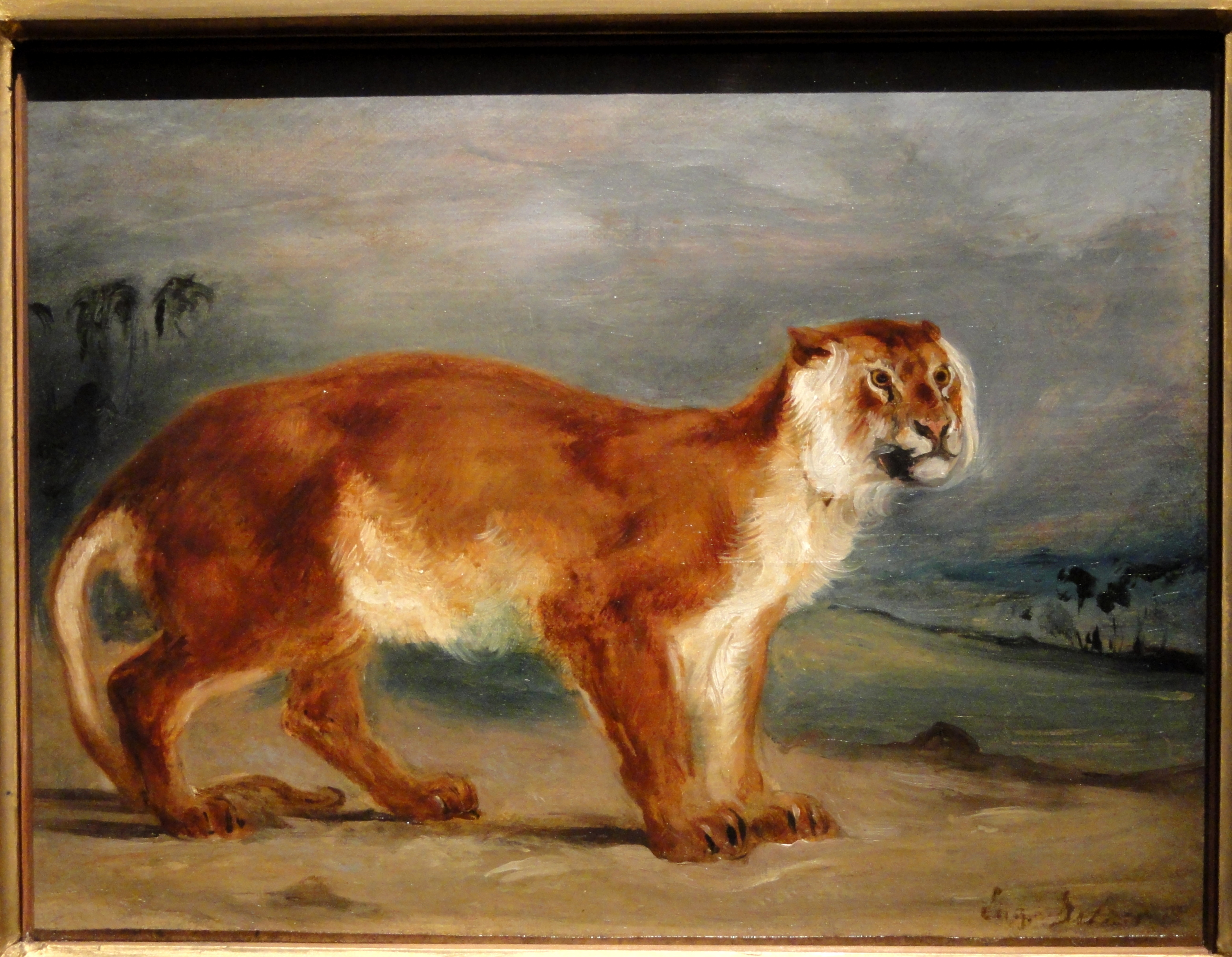
La Lionne, Eugène Delacroix
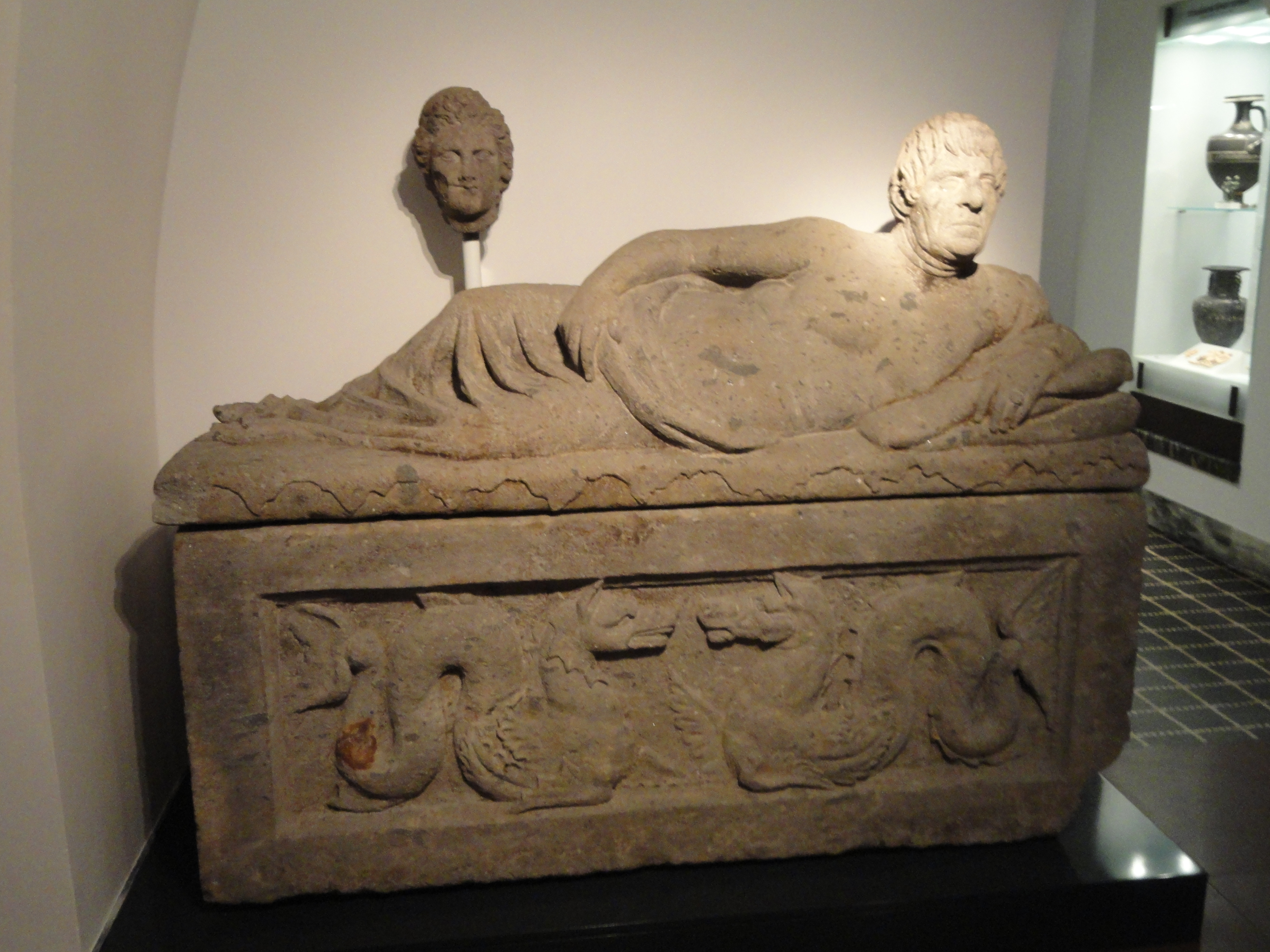
Sarcophage
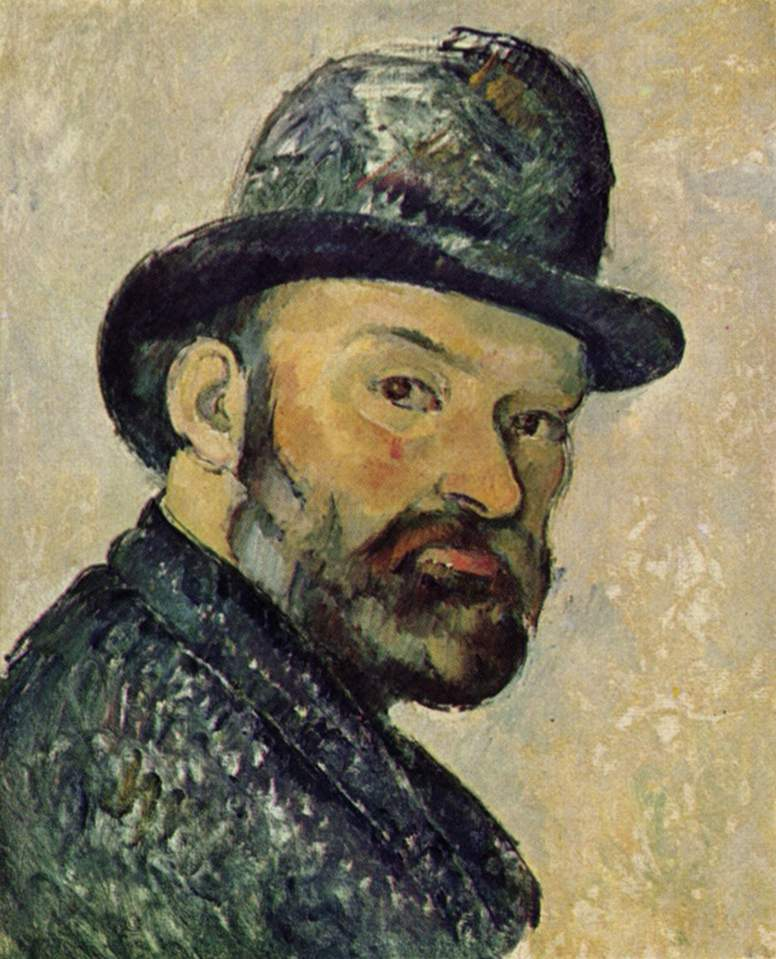
Autoportrait au chapeau, de Cézanne
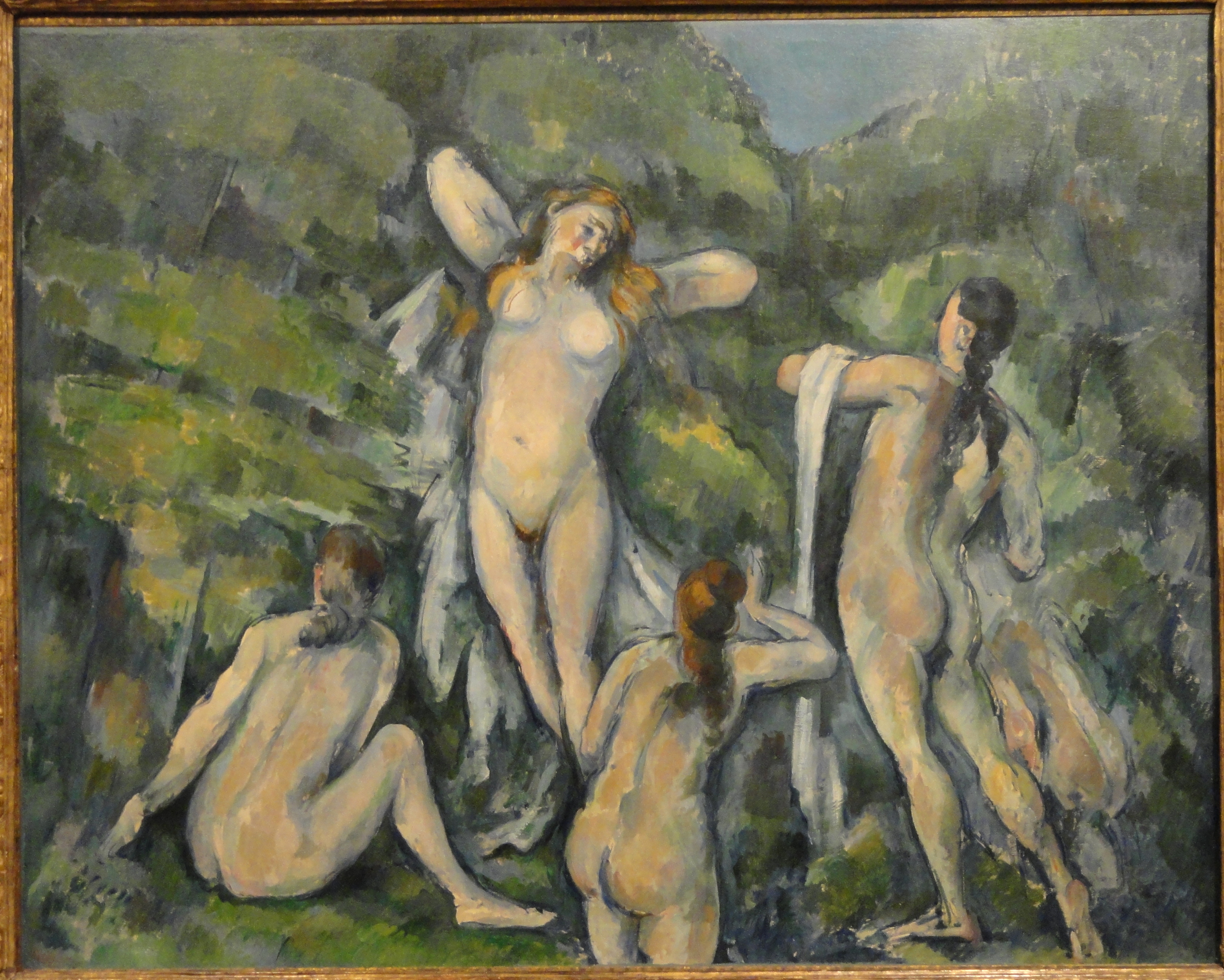
Les Baigneuses, de Cézanne
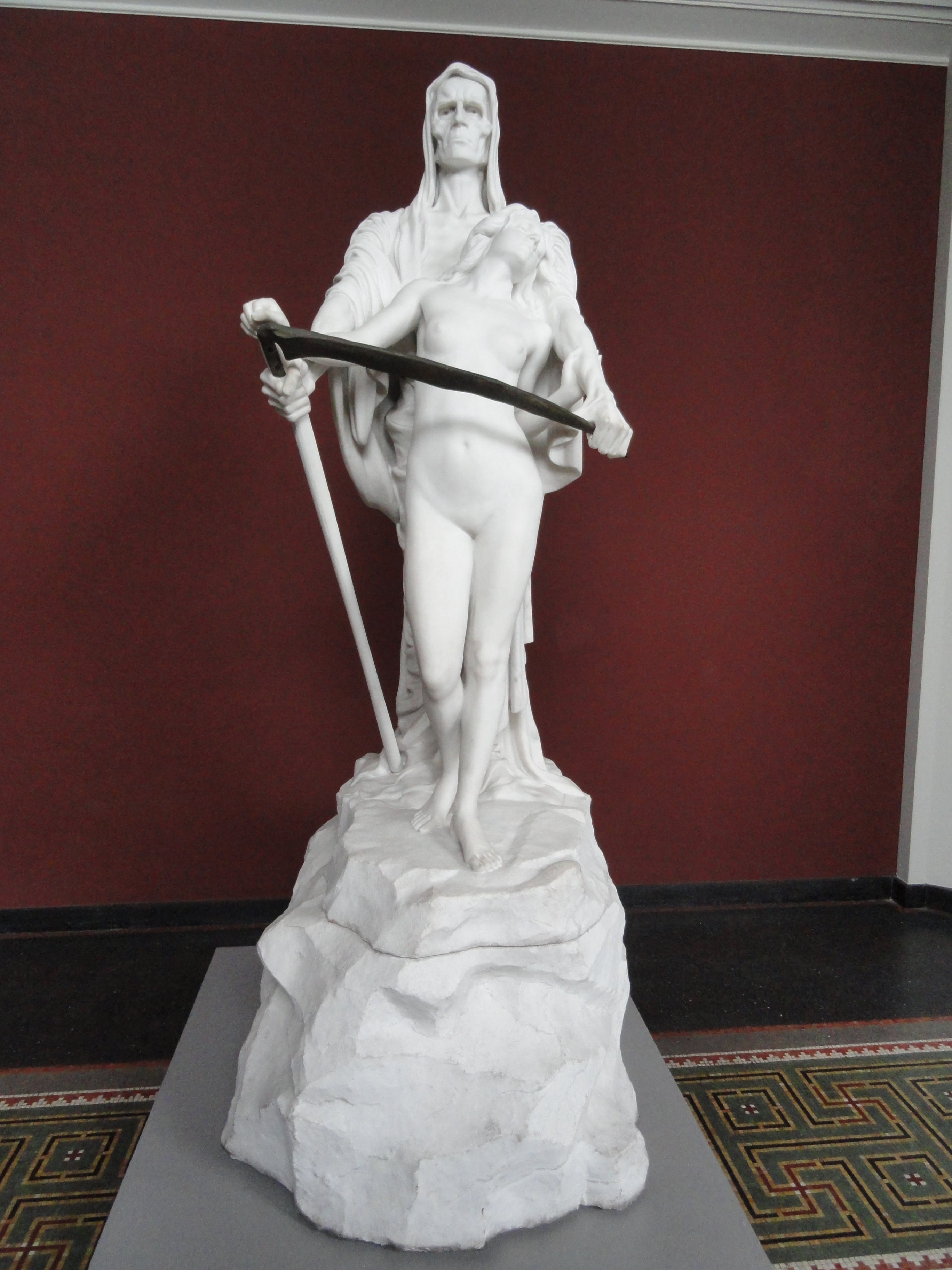
La mort et la jeune femme d'Elna Borch (1905)
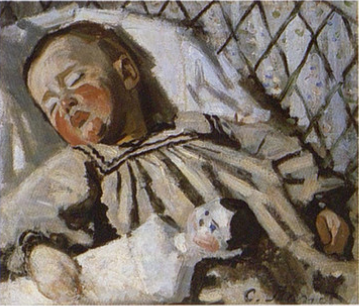
Jean Monet endormi, de Claude Monet
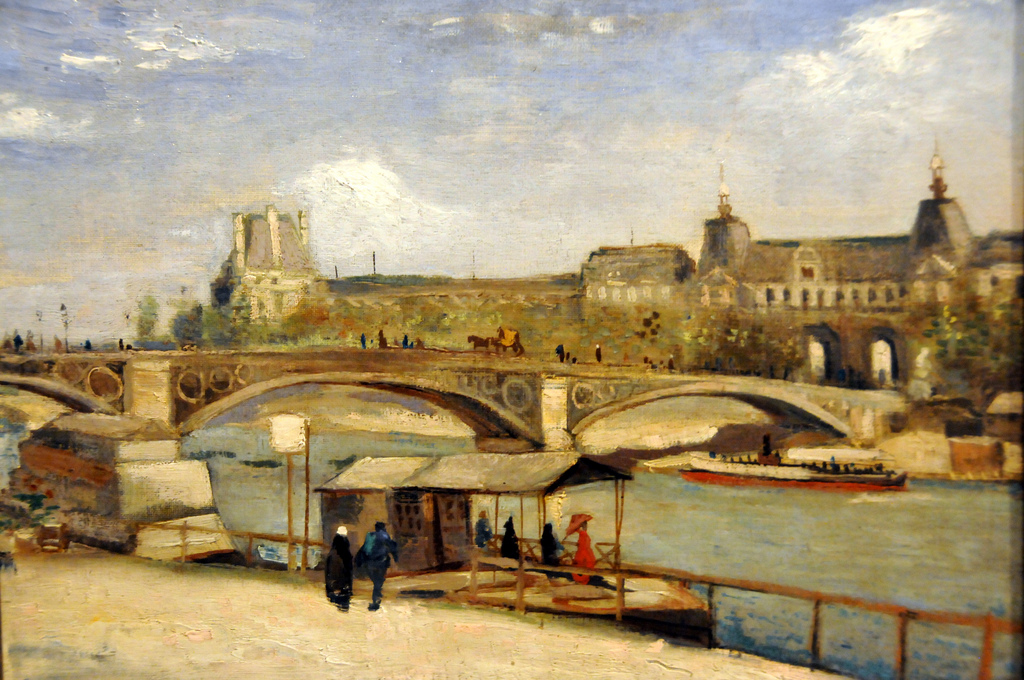
Le Pont du Carrousel et le Louvre, de Vincent Van Gogh
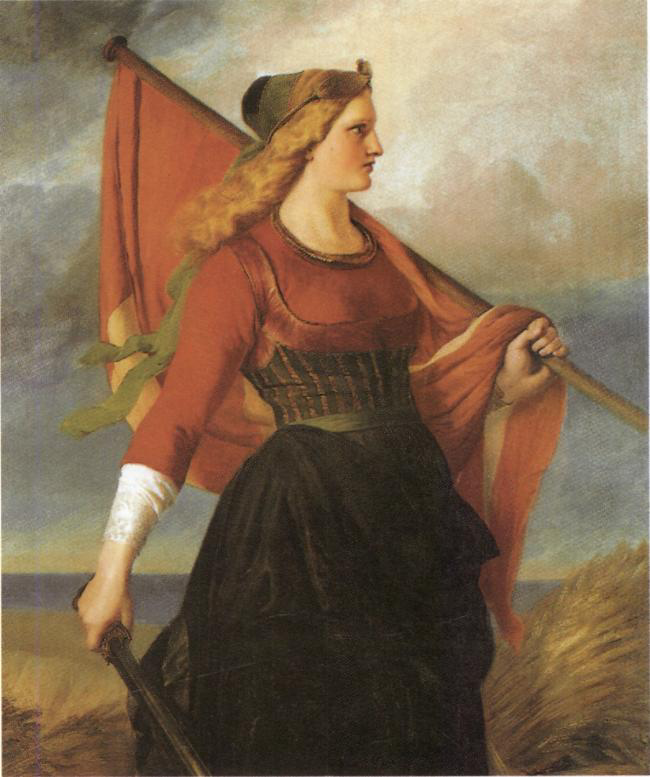
Danemark (1851), Elisabeth Jerichau-Baumann